# Parafia św. Franciszka z Asyżu w Jerzmankach
Parafia świętego Franciszka z Asyżu w Jerzmankach – parafia rzymskokatolicka, znajdująca się w diecezji legnickiej, w dekanacie Zgorzelec, pod wezwaniem św. Franciszka z Asyżu.
Obecnie proboszczem parafii  jest ks. Mirosław Makowski.